# Contarinia subulifex
Contarinia subulifex är en tvåvingeart som beskrevs av Jean-Jacques Kieffer 1897. Contarinia subulifex ingår i släktet Contarinia och familjen gallmyggor. Inga underarter finns listade i Catalogue of Life.